# Iwan Pljuschtsch

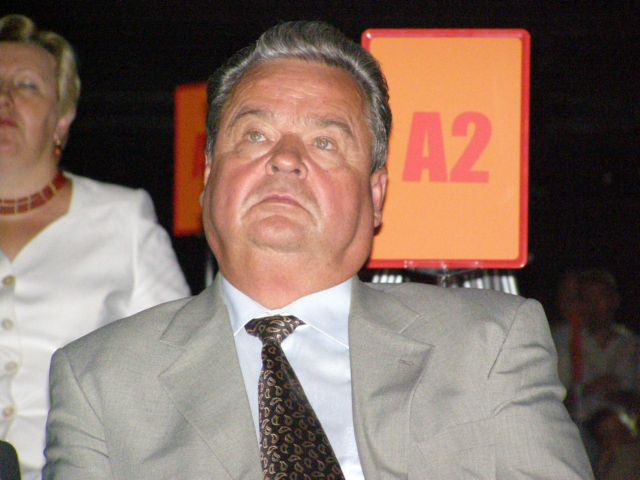
Iwan Pljuschtsch (2007)

Iwan Stepanowytsch Pljuschtsch (ukrainisch Іван Степанович Плющ; * 11. September 1941 in Borsna, Oblast Tschernihiw; † 25. Juni 2014) war ein ukrainischer Politiker. Er war Abgeordneter der Fraktion NU-NS und zweimal Präsident des ukrainischen Parlaments.

## Leben
Nach Abschluss seiner Ausbildung an der örtlichen Landwirtschaftlichen Hochschule arbeitete Pljuschtsch zunächst als Arbeiter und Sektionsleiter in verschiedenen Sowchosen und Kolchosen der Oblast Tschernihiw, von 1967 bis 1974 auch als Direktor dieser landwirtschaftlichen Betriebe. Von 1975 bis 1977 war er im Apparat der Kommunistischen Partei in der Oblast Kiew tätig.
Von 1977 bis 1979 studierte Pljuschtsch an der Akademie für Gesellschaftswissenschaften beim Zentralkomitee der KPdSU in Moskau. Danach setzte er seine Tätigkeit in den Parteiorganen der Oblast Kiew fort. 1984 wurde er zunächst stellvertretender Vorsitzender und dann Vorsitzender der Oblastverwaltung. 1990 wählte ihn das Parlament der Oblast zu seinem Präsidenten.
Im selben Jahr wurde Pljuschtsch erstmals in die Werchowna Rada, das Parlament der bald darauf unabhängigen Ukraine, gewählt. Von Dezember 1991 bis Mai 1994 sowie von Februar 2000 bis Mai 2002 war er Parlamentspräsident. 1994 nahm er als Kandidat an der Wahl des Staatspräsidenten der Ukraine teil und erhielt 1,29 % der Stimmen. Er erzielte das zweitschlechteste Ergebnis der insgesamt sieben Kandidaten.
Bei der Parlamentswahl 2006 verfehlte er mit dem nach ihm und dem Politiker Jurij Kostenko benannten Wahlblock mit 1,9 % der Stimmen klar die Drei-Prozent-Hürde.
Im Mai 2007 wurde Iwan Pljuschtsch von Staatspräsident Wiktor Juschtschenko zum Vorsitzenden des Nationalen Sicherheits- und Verteidigungsrats der Ukraine ernannt. Pljuschtsch interpretierte den Zuständigkeitsbereich des Gremiums sehr großzügig, wodurch dieses zu einem der wichtigsten Instrumente des Staatspräsidenten zur Einflussnahme auf die von seinem politischen Gegner Wiktor Janukowytsch geführte Regierung wurde. Bereits Ende 2007 wurde er in diesem Amt durch Rajisa Bohatyrjowa ersetzt.
Bei den vorgezogenen Parlamentswahlen 2007 wurde Pljuschtsch als Kandidat des Präsidentenblocks Nascha Ukrajina – Narodna samooborona (NU-NS) erneut ins Parlament gewählt. Hier war er Teil der innerparteilichen Opposition gegen eine Koalition mit dem Blok Juliji Tymoschenko (BJuT), der zweiten westlich orientierten Kraft im Parlament. Pljuschtsch sprach sich für die Bildung einer großen Koalition mit der Partei der Regionen aus und weigerte sich bis zuletzt, den Koalitionsvertrag zwischen NU-NS und BJuT zu unterschreiben.
Als einziger Abgeordneter der Fraktionen NU-NS und BJuT nahm Pljuschtsch am 4. Dezember nicht an der Parlamentssitzung teil, in der der NU-NS-Abgeordnete Arsenij Jazenjuk gegen erbitterten Widerstand der übrigen Parteien zum Parlamentspräsidenten gewählt wurde. Pljuschtsch soll zu dieser Zeit gemeinsam mit dem Unternehmer und Politiker der Partei der Regionen Rinat Achmetow ein Spiel des Fußballklubs Schachtar Donezk besucht haben. Schließlich war er – abgesehen von einem erkrankten Abgeordneten – das einzige Mitglied der Fraktionen von BJuT und NU-NS, der bei der Abstimmung am 18. Dezember 2007 nicht für Julija Tymoschenko als neue Ministerpräsidentin stimmte. Der Block NU-NS erwog einen Ausschluss Pljuschtschs aus der Fraktion.
Iwan Pljuschtsch war verheiratet und Vater einer Tochter. Er trug seit 2001 die Auszeichnung Held der Ukraine.
Iwan Pljuschtsch starb im Juni 2014 an Krebs und wurde in Kiew auf dem Baikowe-Friedhof bestattet.